# Joppa elegans
Joppa elegans är en stekelart som först beskrevs av Szepligeti 1900.  Joppa elegans ingår i släktet Joppa och familjen brokparasitsteklar. Inga underarter finns listade i Catalogue of Life.